# Faten Hamama
Faten Hamama (arabe: فاتن حمامة)  est une actrice et star de cinéma égyptienne, née le 27 mai 1931 à Al Mansurah (Égypte) et morte le 17 janvier 2015 au Caire (Égypte)
.

## Biographie
Fille d'un professeur de mathématiques, elle tourne son premier film à l'âge de sept ans et va enchaîner les rôles pendant près d'un demi-siècle.

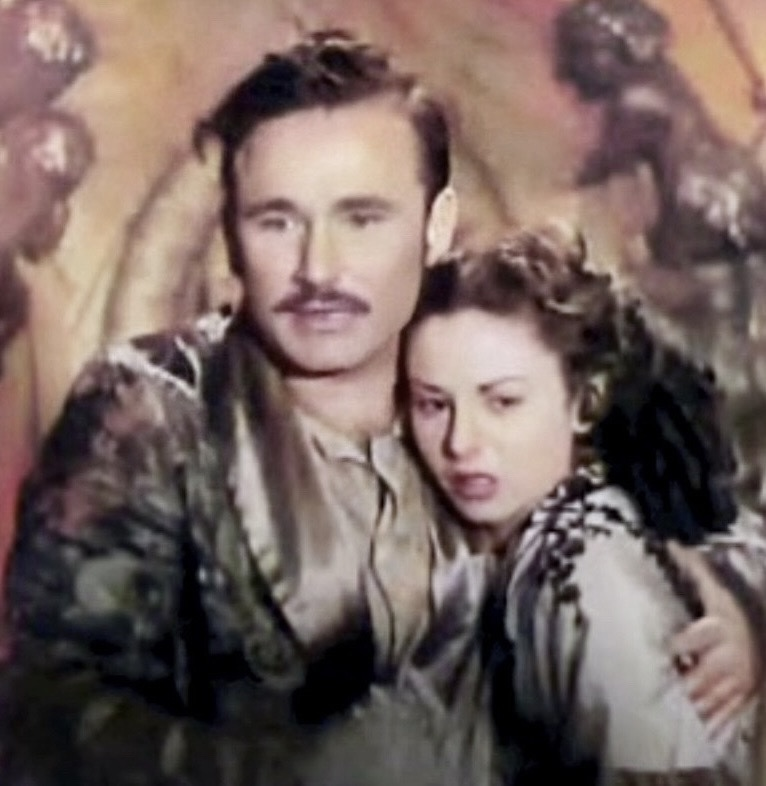
Hamama et Ezz-Eddine Zoulficar dans Immortalité (1948)

Très jeune, elle épouse, contre l'avis de ses parents à cause de la différence d'âge, le spécialiste du mélodrame, le réalisateur égyptien Ezz-Eddine Zoulficarné en 1919, dont elle a une fille, Nadia. En 1954, déjà très grande star, elle joue dans Ciel d'enfer du réalisateur égyptien Youssef Chahine. Le film, présenté au Festival de Cannes 1954, fera partie de la sélection des 150 meilleures productions égyptiennes, lors du centenaire du cinéma égyptien, en 1996. Sur le tournage, elle s'éprend du jeune premier qui a son âge, Michel Chalhoub, le futur Omar Sharif. Elle divorce et ils se marient en 1955. Pour épouser Faten, Michel, chrétien de rite grec-catholique, se convertit à l'Islam et prend le nom d'Omar Sharif. Ils ont un fils, Tarek Sharif, jouent dans de nombreux films ensemble, notamment dans Le Fleuve de l'amour d'Ezz-Eddine Zoulficar (1961), une adaptation du roman de Léon Tolstoï Anna Karénine, et forment le couple mythique du cinéma égyptien. Faten et Omar continueront à tourner sous la direction d'Ezzedine.

La carrière de Faten Hamama, connaît son apogée entre les années 1950 et 1970. Elle joue dans des comédies romantiques, avec notamment la star des comédies musicales égyptiennes, Abdel Halim Hafez, et aussi dans des films engagés, dénonçant les inégalités sociales ou défendant les droits des femmes. Dans Ouridou Hallan (Je veux une solution), où elle interprète le combat d'une femme égyptienne pour obtenir le divorce, ce film polémique permettra la révision de la législation en faveur des femmes désirant divorcer. Elle soutient la guerre d'indépendance des Algériens.

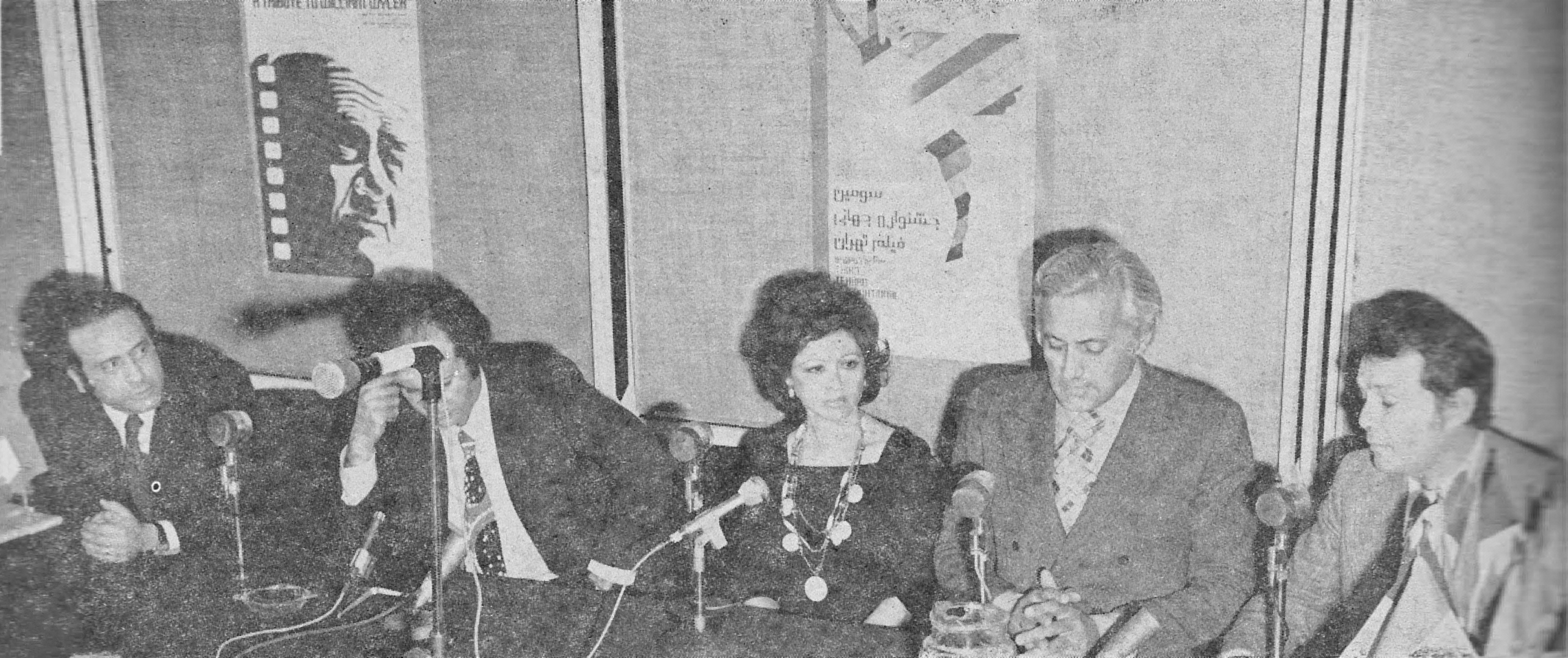
Je veux une solution Conférence de presse pour le troisième Festival international du film de Téhéran. De droite à gauche: Salah Zoulficar (producteur de Je veux une solution), Manuchehr Anwar, Faten Hamama, Said Mazrouk, traducteur égyptien, Téhéran dans 1974.

Faten poursuit sa carrière en Égypte, alors que son mari Omar Sharif entame de son côté une carrière internationale; il signe un contrat de sept ans avec les studios hollywoodiens Columbia Pictures et s'installe avec leur fils à Hollywood aux États-Unis. En 1968, malgré leurs sentiments réciproques, Omar et Faten se séparent d'un commun accord pour « incompatibilité de la vie de couple avec la vie d'acteur international », et divorcent en 1974[réf. nécessaire].
Après son divorce, elle se remarie avec un médecin, Mohamed Abdel Wahab.
Elle a été nommée docteur "honoris causa" de l'université américaine de Beyrouth pour sa popularité, ses combats pour la liberté et son engagement féministe. Elle parlait parfaitement le français.
Elle meurt le 17 janvier 2015 au Caire.

## Filmographie

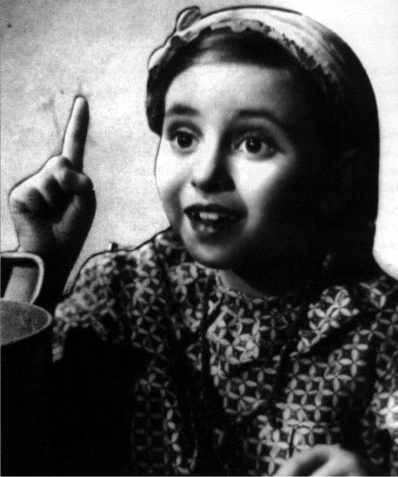
Faten Hamama dans Jours heureux (1940).

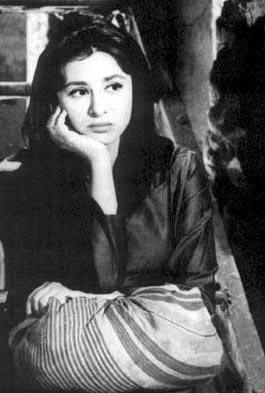
Faten Hamama dans Le Péche (1965).

- 1940 : Jours heureux de Mohammed Karim : Aneesa
- 1944 : Une balle dans le cœur de Mohammed Karim : Nagwa
- 1946 : L'Ange de miséricorde de Youssef Wahbi : Thoraya, la fille
- 1948 : Khulud / Immortalité d'Ezz-Eddine Zoulficar : Laila la mère, Amal la fille
- 1949 : La Maîtresse de maison de Ahmed Kamel Morsi : Elham
- 1951 : Le Fils du Nil de Youssef Chahine : Zebaida
- 1951 : Mon père m'a trompé de Mahmoud Zulfikar
- 1952 : Le Grand bouffon de Youssef Chahine
- 1952 : Mon avocate Fatma (الأستاذة فاطمة ; Al Oustadhah Fatmah) de Fatine Abdel Wahab : Fatma
- 1953 : La Chanson éternelle de Henry Barakat : Wafa
- 1953 : Rendez-vous avec la vie d'Ezz-Eddine Zoulficar
- 1954 : Ciel d'enfer de Youssef Chahine : Amal
- 1954 : Pitié pour mes larmes de Henry Barakat
- 1954 : Avec toi pour toujours de Henry Barakat
- 1954 : Traces dans le sable de Gamal Madkoor
- 1954 : Rendez-vous avec le bonheur d'Ezz-Eddine Zoulficar
- 1955 : Nos plus beaux jours de Helmy Halim. Hoda
- 1956 : Les Eaux noires de Youssef Chahine : Hamedah
- 1956 : Rendez-vous d'amour de Henry Barakat : Hamedah
- 1957 : Je ne dors point de Salah Abouseif : Nadia Lotfy
- 1957 : Terre de paix de Kamal El-Shaikh : Salma
- 1958 : L'épouse vierge de El Sayed Bedeir
- 1959 : L'Appel du courlis (Douaa al-kawrawan) de Henry Barakat : Amna
- 1959 :  Parmi les ruines (Bain al-atlal) d'Ezz-Eddine Zoulficar : Mona
- 1960 : Le Fleuve de l'amour d'Ezz-Eddine Zoulficar : Nawal
- 1961 : Le Soleil ne s'éteint pas d'Salah Abou Seif
- 1963 : Cairo / Les Bijoux du pharaon de Wolf Rilla : Amina
- 1964 : La Dernière Nuit de Kamal El-Shaikh : Nadia et sa sœur Fawzya
- 1965 : Le Péché (El Haram) de Henry Barakat: Aziza
- 1971 : Sorcière (Sahira) de Henry Barakat: Souad
- 1972 : L'Empire M de Hussein Kamal : Mona, la mère
- 1975 : Je veux une solution / Orid hallan / I want a solution de Saïd Marzouk : Fawzya
- 1988 : Jour doux, jour amer de Khairy Beshara : Aisha, la mère
- 1993 : Ard el ahlam / Land of Dreams de Daoud Abdel Sayed : Nargis
- 1994 : Nos plus beaux jours d'Inaam Mohmed Ali (mini série télévisée) . Hekmat
- 2000 : Wagh el qamar d'Adel El Aassar (mini série télévisée) . Ibtessam El Bostany